# Пјотрков Трибуналски
Пјотрков Трибуналски (пољ. Piotrków Trybunalski) град је у Пољској у Војводству лођском. По подацима из 2012. године број становника у месту је био 76 404.

## Становништво
| 2012.  |
| ------ |
| 76 404 |

## Партнерски градови
- Еслинген ам Некар
- Вјен
- Мошонмађаровар
- Велење
- Neath Port Talbot County Borough
- Удине
- Ровно
- Општина Жагубица
- Петриња
- Ness Ziona
- Маријамполе
- Маладзечна
- Кострома